# Keisai Eisen

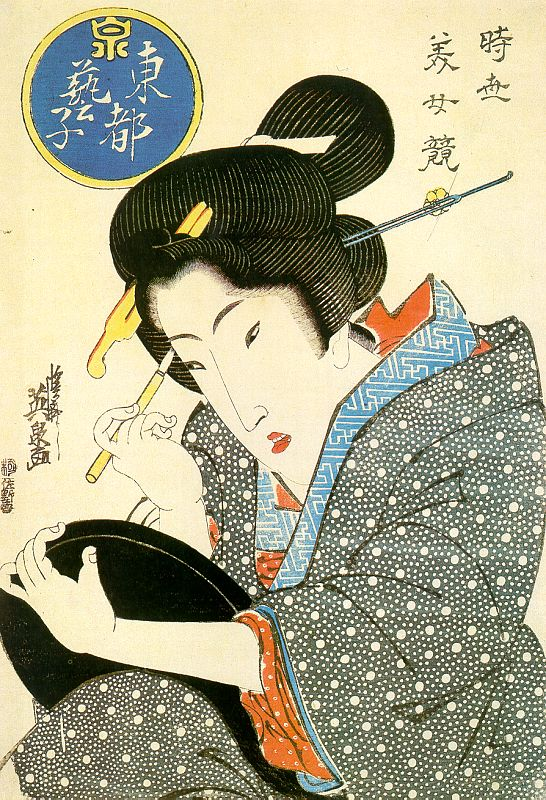
Ett konstverk av Eisen.

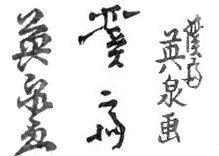
Signaturer av Keisai Eisen.

Keisai Eisen, född 1790, död 1848, var en japansk  ukiyo-e-konstnär som var specialiserad på bijinga (avbildningar av vackra kvinnor). Hans mest kända verk räknas som mästerverk inom den "dekadenta" Bunsei-eran (1818–1830). 